# Meester van Offida

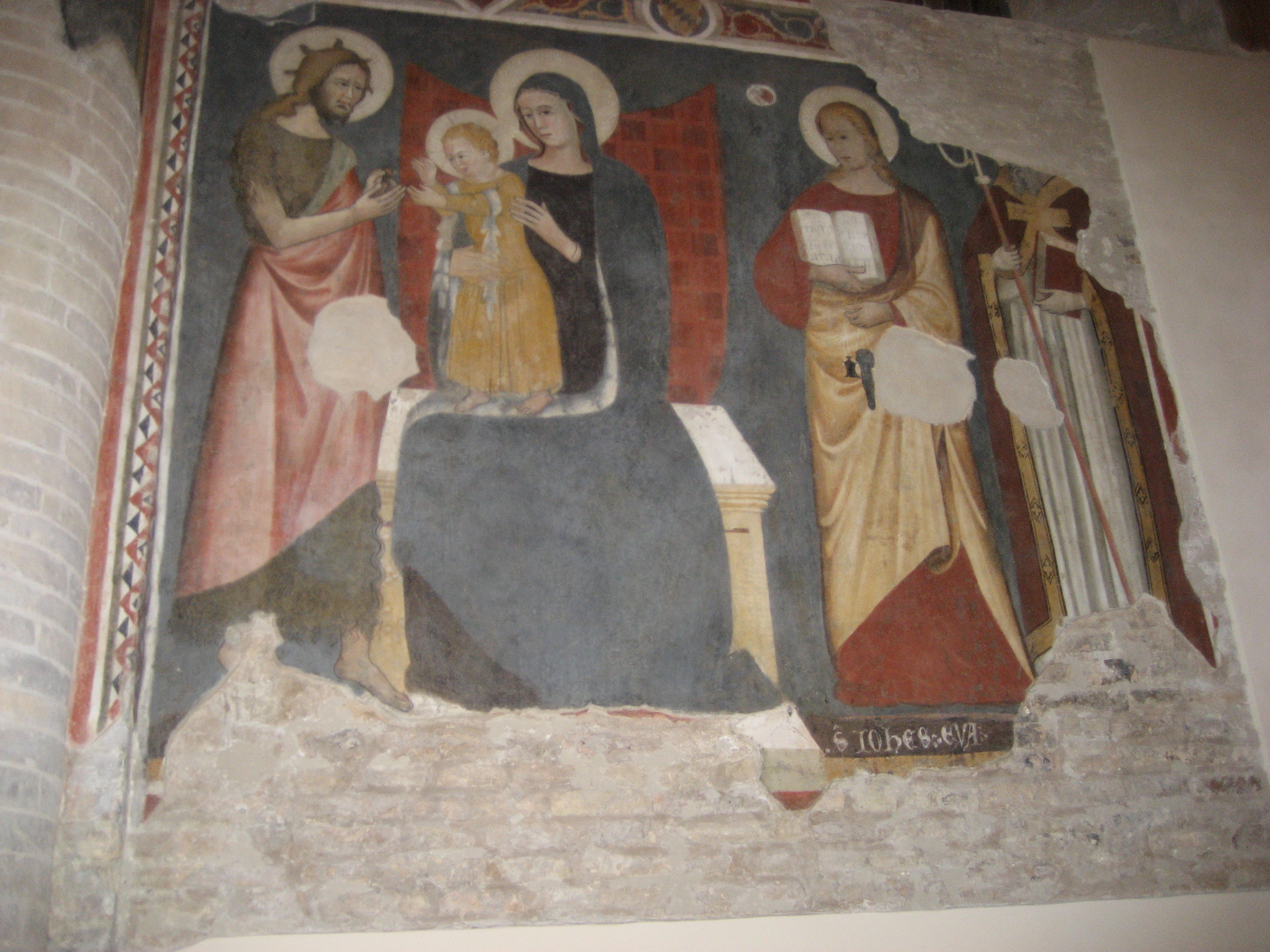
Madonna del Cardellino, ca. 1390, Kathedraal van Atri

Meester van Offida is de noodnaam van een Italiaans kunstschilder die actief was tussen 1330 en 1380. Hij werd genoemd naar de frescocyclus in de crypte van de Santa Maria della Rocca in Offida, waaraan hij zou meegewerkt hebben. Offida is een gemeente in de provincie Ascoli Piceno in de regio Marche. Deze cyclus werd toegeschreven aan de kring rond Alegretto Nuzi of aan Andrea van Bologna, waarmee deze meester zou samengewerkt hebben.
Hij zou opgeleid zijn in de Marche en hij putte uit de beeldcultuur van Rimini, die beïnvloed was door Giotto, en wijdverspreid langs de Adriatische kust tot aan het zuiden van de Abruzzen.

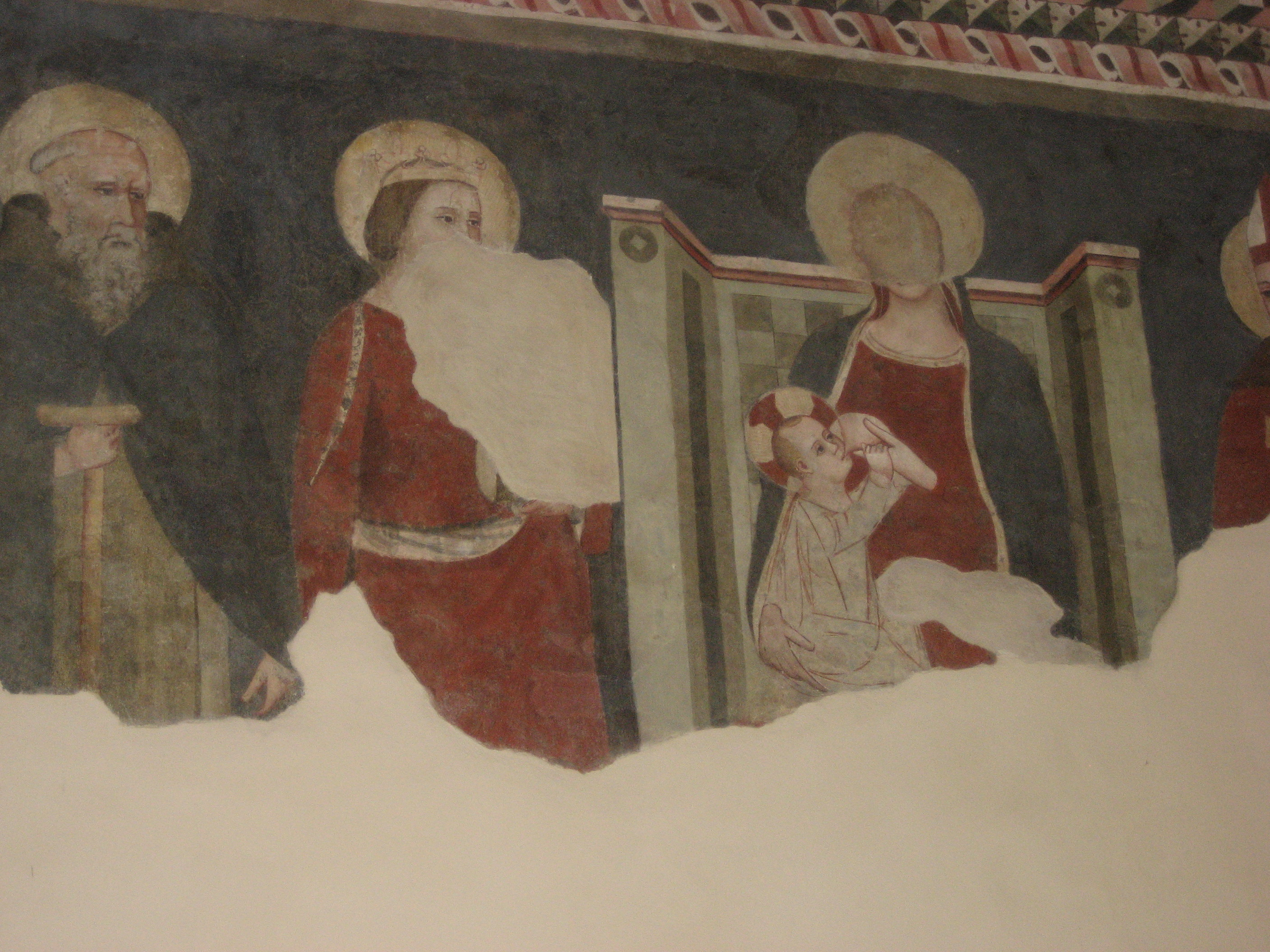
Virgo Lactans, ca. 1390, Kathedraal van Atri

Als jonge man zou hij hebben meegewerkt met de Meester van het veelluik van Ascoli aan een fresco van de kruisiging, dat onlangs ontdekt werd in het atrium van de kathedraal van Ascoli Piceno. Vanuit het zuidelijke Marche, zou hij later verhuizen naar de Abruzzen en van daar naar Basilicata. Hij schilderde in een hoofs-realistische stijl en zette zich af tegen de rigiditeit van de Byzantijnse school.
Men herkent deze meester makkelijk aan de typische manier waarop hij de stralen in de halo’s van de heiligen weergeeft.

## Werken
Deze meester schilderde meestal fresco’s, er zijn slechts twee schilderijen van hem bekend.
Naast de fresco’s die hij schilderde voor de kathedraal van Atri, leverde hij ook fresco’s in de Santa Maria della Rocca in Offida, in het benedictijnerklooster van San Marco in Offida, in de kerk van San Francesco in Montefiori, in kerken van San Tomasso en die van Santi Vincenzo en van Anastasio in Ascoli Piceno, in  de Santa Maria in Piano in Loreto Aprutino, in de kathedraal van San Berardo in Teramo en nog vele andere.